# Kwamina Bartels
Kwamina Bartels (* 27. Oktober 1947 in Agona Swedru) ist ein ghanaischer Politiker und Jurist. In der Regierung von Präsident John Agyekum Kufuor war er unter anderem Minister für Information und nationale Orientierung (Minister for Information & National Orientation) bis Juli 2007 und steht nunmehr als Minister dem Innenministerium seit August 2007 als Amtsnachfolger von Albert Kan-Dapaah vor.

## Ausbildung
Bartels wurde in Agona Sewdru in der Central Region geboren. Er besuchte zwischen 1961 und 1968 zunächst die Nungua Secondary School und später die Mfantsipim School, in der er auch sein G.C.E. A-Level ablegte. Im Jahr 1968 schrieb er sich an der Universität von Ghana in Legon, einem Stadtteil von Accra in Rechtswissenschaften ein und schloss dieses Studium im Jahr 1971 mit dem Bachelor of Law ab. Er wechselte an die Ghana School of Law in Accra, um als Anwalt zugelassen zu werden.
Im Jahr 1975 machte Bartels sein Zertifikat in Personalmanagement am Institut für Management und Öffentliche Verwaltung in Ghana (Ghana Institute of Management and Public Administration (GIMPA)). An der Universität Ife (University of Ife) in Nigeria absolvierte Bartels eine Postgraduierten Kurs in Universitätsverwaltung (University Administration).

## Karriere
Bartels arbeitete als Verwaltungssekretär im Jahr 1971 im Ministerium für Landwirtschaft in Ghana. Schon 1973 wechselte er zur Ghana Food Distribution Corporation (GFDC) in den Posten eines Sekretärs. An der Fachhochschule in Accra (Accra Polytechnic) wurde er 1974 Lehrkraft in Teilzeit im Fach Handelsrecht (Commercial Law).
An der Universität von Cape Coast (University of Cape Coast) arbeitete er in der Verwaltung. Ferner war er als Jurist bei der Kanzlei Addae-Twum and Company. Später ging er erneut nach Nigeria, um an der Anabra State Polytechnic eine Anstellung anzunehmen.
Die politische Karriere von Bartels begann bereits 1969 als Sekretär der Progress Party (PP) an der Universität von Ghana. Bereits 1979 war Bartels Kandidat der Popular Front Party (PFP) für den Wahlkreis Ablekuma Nord, unterlag jedoch vom Kandidaten der People’s National Party (PNP). Im Jahr 1992 war Bartels Kandidat der New Patriotic Party (NPP) im Wahlkreis Agona West. Aufgrund des Wahlboykotts der NPP bei den Wahlen des Jahres 1992 erzielte Bartels keinen Parlamentssitz.
Bei den Wahlen 1996 und 2000 gewann Bartels dann seinen alten Wahlkreis Ablekuma Nord und ist seither Mitglied des ghanaischen Parlaments.
Bartels war Minister für die Entwicklung des privaten Sektors in der ersten Amtszeit von Präsident John Agyekum Kufuor und Minister für Information und nationale Orientierung in der Zweiten Amtszeit zwischen 2005 und Juli 2007. Im Juli 2001 wechselte er als Minister in das Innenministerium.